# Annunaki
Annunaki eller Annuni är en grupp babyloniska och sumereriska gudomar som förekommer i skapelsemyten Enuma Elish. Enligt denna myt delade Marduk upp gruppen i två vardera omfattande 300 personer där den ena fick sin plats i himlen (Igigi) och den andra (Annunaki) på jorden i undervärlden. Annunaki var barnen efter Anu och Ki.
Annunakigudar förekommer också i flera datorspel, och i Zecharia Sitchins pseudovetenskapliga verk.